# Oceania Sevens Femenino 2018
El Oceania Sevens Femenino de 2018 fue la novena edición del torneo de rugby 7 femenino de Oceanía.
Se disputó del 7 al 9 de noviembre en el ANZ Stadium de la ciudad de Suva, Fiyi.

## Fase de grupos

### Grupo A
| Equipo             | Encuentros | Encuentros | Encuentros | Encuentros | Tantos  | Tantos    | Tantos     | Puntos |
| Equipo             | jugados    | ganados    | empatados  | perdidos   | a favor | en contra | diferencia | Puntos |
| ------------------ | ---------- | ---------- | ---------- | ---------- | ------- | --------- | ---------- | ------ |
| Australia          | 3          | 3          | 0          | 0          | 134     | 0         | +134       | 9      |
| Papúa Nueva Guinea | 3          | 2          | 0          | 1          | 55      | 48        | +7         | 7      |
| Samoa              | 3          | 1          | 0          | 2          | 72      | 64        | +8         | 5      |
| Nauru              | 3          | 0          | 0          | 3          | 0       | 149       | −149       | 3      |

### Grupo B
| Equipo          | Encuentros | Encuentros | Encuentros | Encuentros | Tantos  | Tantos    | Tantos     | Puntos |
| Equipo          | jugados    | ganados    | empatados  | perdidos   | a favor | en contra | diferencia | Puntos |
| --------------- | ---------- | ---------- | ---------- | ---------- | ------- | --------- | ---------- | ------ |
| Nueva Zelanda   | 3          | 3          | 0          | 0          | 113     | 8         | +105       | 9      |
| Fiyi            | 3          | 2          | 0          | 1          | 72      | 44        | +28        | 7      |
| Islas Cook      | 3          | 1          | 0          | 2          | 38      | 64        | −26        | 5      |
| Nueva Caledonia | 3          | 0          | 0          | 3          | 15      | 122       | −107       | 3      |

## Fase Final

#### Definición 5° puesto
|  | Semifinal       | Semifinal       | Semifinal |       |            | 5° puesto       | 5° puesto       | 5° puesto     |  |
|  |                 |                 |           |       |            |                 |                 |               |  |
|  |                 |                 |           |       |            |                 |                 |               |  |
|  | Nauru           | Nauru           | 0         |       |            |                 |                 |               |  |
|  | Nauru           | Nauru           | 0         |       |            |                 |                 |               |  |
|  | Islas Cook      | Islas Cook      | 19        |       |            |                 |                 |               |  |
|  | Islas Cook      | Islas Cook      | 19        |       | Islas Cook | Islas Cook      | 5               |               |  |
|  |                 |                 |           |       | Islas Cook | Islas Cook      | 5               |               |  |
|  |                 |                 | Samoa     | Samoa | 10         |                 |                 |               |  |
|  | Nueva Caledonia | Nueva Caledonia | Samoa     | Samoa | 10         | 5               |                 |               |  |
|  | Nueva Caledonia | Nueva Caledonia |           |       |            | 5               |                 |               |  |
|  | Samoa           | Samoa           | 45        |       |            | Séptimo lugar   | Séptimo lugar   | Séptimo lugar |  |
|  | Samoa           | Samoa           | 45        |       |            | Séptimo lugar   | Séptimo lugar   | Séptimo lugar |  |
|  |                 |                 |           |       |            |                 |                 |               |  |
|  |                 |                 |           |       |            | Nauru           | Nauru           | 7             |  |
|  |                 |                 |           |       |            | Nauru           | Nauru           | 7             |  |
|  |                 |                 |           |       |            | Nueva Caledonia | Nueva Caledonia | 21            |  |
|  |                 |                 |           |       |            | Nueva Caledonia | Nueva Caledonia | 21            |  |
|  |                 |                 |           |       |            |                 |                 |               |  |

#### Copa de oro
|  | Semifinal          | Semifinal          | Semifinal |           |               | Final              | Final              | Final        |  |
|  |                    |                    |           |           |               |                    |                    |              |  |
|  |                    |                    |           |           |               |                    |                    |              |  |
|  | Papúa Nueva Guinea | Papúa Nueva Guinea | 0         |           |               |                    |                    |              |  |
|  | Papúa Nueva Guinea | Papúa Nueva Guinea | 0         |           |               |                    |                    |              |  |
|  | Nueva Zelanda      | Nueva Zelanda      | 31        |           |               |                    |                    |              |  |
|  | Nueva Zelanda      | Nueva Zelanda      | 31        |           | Nueva Zelanda | Nueva Zelanda      | 10                 |              |  |
|  |                    |                    |           |           | Nueva Zelanda | Nueva Zelanda      | 10                 |              |  |
|  |                    |                    | Australia | Australia | 14            |                    |                    |              |  |
|  | Fiyi               | Fiyi               | Australia | Australia | 14            | 0                  |                    |              |  |
|  | Fiyi               | Fiyi               |           |           |               | 0                  |                    |              |  |
|  | Australia          | Australia          | 29        |           |               | Tercer lugar       | Tercer lugar       | Tercer lugar |  |
|  | Australia          | Australia          | 29        |           |               | Tercer lugar       | Tercer lugar       | Tercer lugar |  |
|  |                    |                    |           |           |               |                    |                    |              |  |
|  |                    |                    |           |           |               | Papúa Nueva Guinea | Papúa Nueva Guinea | 5            |  |
|  |                    |                    |           |           |               | Papúa Nueva Guinea | Papúa Nueva Guinea | 5            |  |
|  |                    |                    |           |           |               | Fiyi               | Fiyi               | 33           |  |
|  |                    |                    |           |           |               | Fiyi               | Fiyi               | 33           |  |
|  |                    |                    |           |           |               |                    |                    |              |  |

| Bandera de Australia |
| Campeón Australia    |
| 4.to título          |